# 19-Nineteen
19-Nineteen (Hangul: 나의 19세; lit. "Eu tenho 19 anos") é um filme sul-coreano-japonês de 2009, estrelado por T.O.P, Seungri e Huh E-jae. Onde três jovens de dezenove anos de idade, dois rapazes e uma garota, são acusados de assassinato e são forçados a fugir. Todos, incluindo seus pais, acreditam que são culpados. A experiência fortalece a ligação entre eles, conforme vão tentando encontrar o verdadeiro assassino e provar sua inocência.
O filme fez parte do projeto intitulado Telecinema7, onde sete mini-dramas foram lançados em uma colaboração entre diretores de tv sul-coreanos e roteiristas de tv japoneses. As sete produções receberam um lançamento de forma limitada no cinema, além de serem exibidas na televisão. 19-Nineteen, foi lançado na Coreia do Sul através dos cinemas CGV em 12 de novembro de 2009, mais tarde foi exibido nas emissoras SBS (Coreia do Sul) e TV Asahi (Japão) em 2010.

## Enredo
Após terminar o colegial, Min-seo (Seungri) não consegue entrar na faculdade. Ele passa o próximo ano estudando para o exame de admissão mais uma vez. Jung-hoon (T.O.P) é um estudante universitário recém-saído do colegial. Em uma noite, uma garota do colegial morre. Mais cedo naquele mesmo dia, Min-seo havia filmado a garota em um café sem a mesma saber. Min-seo, Jung-hoon, e uma garota chamada Eun-young (Huh E-jae) - que foi estudar na mesma escola que a garota morta - tornam-se suspeitos de seu assassinato. Os três que possuem a mesma idade de dezenove anos, não se conhecem, porém rapidamente tornam-se fugitivos da lei. Para limpar seus nomes, começam a trabalhar juntos para descobrir a verdade por trás da morte da garota.

### Canção tema
- T.O.P ft Seungri - Because

## Elenco
- T.O.P – Seo Jung-hoon
- Seungri – Park Min-seo
- Huh E-jae – Cha Eun-young
- Kim Young-ho  – Kim Ha-neul
- Lee Young-beom – Ryu Seon-jae
- Jung Sung-il – Ha Ki-sang
- Shin Min-hee – Oh Young-ae
- Maeng Bong-hak – Seo Chang-man
- Oh Jung-won – Seo In-sook
- Kim Ri-na – Seo Hyang-ja
- Choi In-sook – Park Hwa-jung
- Shin Young-jin – Cha Min-kyung
- Jang So-yeon – Yoo Eun-hye